# Productiebos

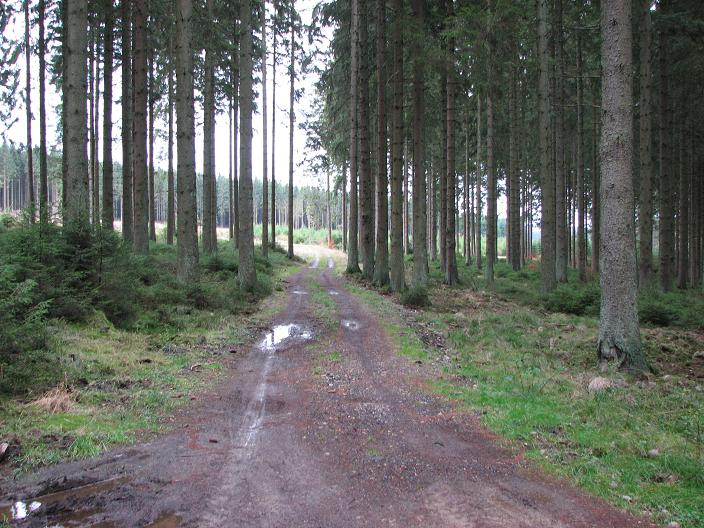
Een productiebos in de Belgische provincie Luxemburg

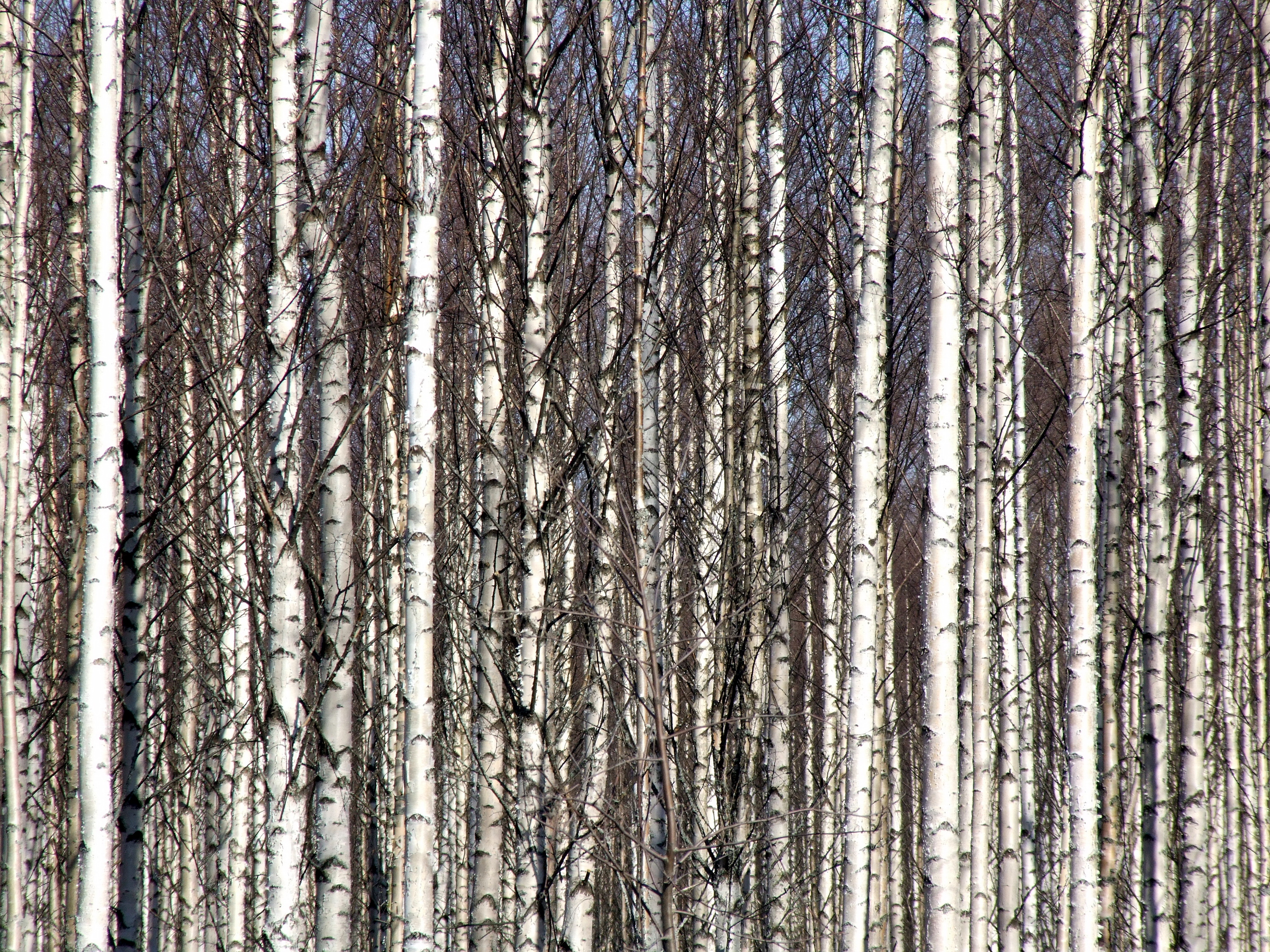
Een productiebos in Finland

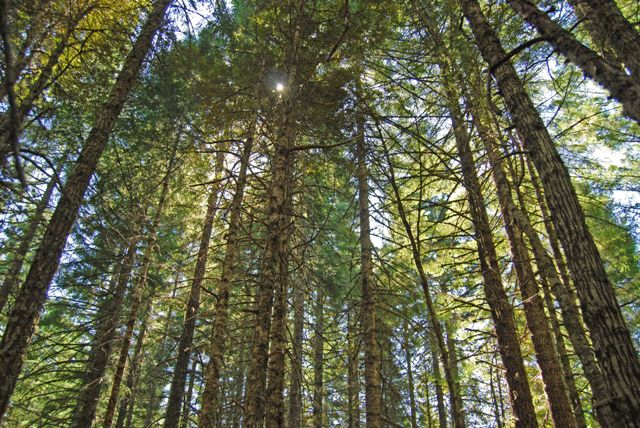
Productiebos in Oregon

Onder een productiebos wordt in de bosbouw een bos bedoeld dat beheerd wordt met een productiedoelstelling; de bomen groeien totdat ze bijvoorbeeld geschikt zijn voor de papierfabricage of de meubelindustrie. De ecologische waarde van het bos is hieraan ondergeschikt.
Productiebossen kenmerken zich door een strakke ordening: de bomen staan in rijen, vaak dicht op elkaar, van dezelfde soort en leeftijd. De structuur is zodanig kunstmatig, dat sommigen spreken van houtakker. Veel Belgische en Nederlandse bossen zijn oorspronkelijk als productiebos aangelegd, zoals in Drenthe. In de loop van de tijd is het minder rendabel geworden deze bossen uitsluitend gericht op houtproductie te beheren. Ook is het belang van andere bosfuncties zoals natuur en recreatie toegenomen. Ze worden door kleinschaliger beheermethoden geleidelijk omgevormd tot ongelijkjarig, meersoortig bos met een hogere ecologische waarde. Deze voormalige productiebossen zijn vaak nog wel als zodanig te herkennen, doordat ze deels nog de in rijen geplante bomen van gelijke soort en leeftijd bevatten.

## Houtoogst
Er bestaan verschillende typen van houtoogst.

### Kaalslag
Bij kaalslag worden alle bomen tegelijk verjongd. Alle bomen worden in één keer omgezaagd en vervolgens nieuwe aangeplant. Kaalslag is een overzichtelijke manier van het oogsten van hooghout. Bij het vellen van de bomen kan er geen schade aangericht worden aan bomen die bij andere vormen van oogsten zouden blijven staan. Bij kaalslag ligt de bodem echter voor langere tijd braak waardoor pioniersoorten zich er kunnen vestigen.

### Zoomslag
Bij zoomslag wordt het hout geoogst in stroken. Zoomslag lijkt op kaalslag maar heeft als voordeel dat de volwassen bomen die niet gerooid worden beschutting bieden voor de nieuwe aanplant.

### Schermslag
De verjonging vindt bij schermslag over het gehele bos plaats maar er blijft een kroondak intact met de takken van oude bomen. Op deze manier wordt het vestigen van pionierssoorten tegengegaan. Na een periode van vijf jaar vindt dunning plaats. Na verloop van tijd zullen de volwassen exemplaren geoogst worden om de jonge bomen meer ruimte te geven.

### Femelslag
Bij femelslag vindt de verjonging plaats door het kappen van bomen in groepen. Door het gebruik van femelslag ontstaan er gradiënten. Femelslag heeft als voordeel dat de jonge bomen geen schade oplopen door de kap. Het vraagt echter wel de nodige planning.